# Kees Boonman
Kees Boonman (Haarlem, 23 september 1954) is een Nederlands journalist, politiek commentator en voormalig docent Journalistiek aan de Universiteit van Leiden.
Tijdens zijn studie aan de School voor Journalistiek begon Boonman te schrijven voor de sportredactie van het Haarlems Dagblad. Daarna schreef hij onder andere voor De Nieuwe Linie, De Tijd en Elsevier. In 1987 stapte hij over naar de VARA-radio en werd daar politiek redacteur en verslaggever. Van 1993 tot 2001 was hij politiek verslaggever voor het NOS Journaal. Daarna was hij tot 2005 hoofdredacteur van Netwerk. Voor Met het Oog op Morgen was hij invalpresentator. Boonman presenteerde van 2006 tot 2017 het radioprogramma TROS Kamerbreed. Daarna maakte hij Keesvlogs en levert hij politieke analyses van de Nederlandse politiek met uitstapjes naar die van het Verenigd Koninkrijk voor het zaterdagochtend MAX-radioprogramma Nieuwsweekend, tv-programma Tijd voor MAX en het KRO-NCRV-radioprogramma Spraakmakers.